# Carl August Alsleben
Carl August Alsleben (* 5. Oktober 1770 in Magdeburg; † 6. Februar 1855 in Berlin) war Oberlandesgerichtsrat in Preußen. Für sein Bemühen in sozialen Einrichtungen bekam er 1845 das Ehrenbürgerrecht Berlins verliehen.

## Leben
Er wurde als Sohn des Magdeburger Bürgermeisters Johann Gottfried Alsleben (* 1735 in Halberstadt) geboren und wuchs dort auch auf. Nach erfolgreichem Abschluss des Gymnasiums (des Pädagogium Unser Lieben Frauen) studierte Alsleben ab 1788 in Halle/Saale Rechtswissenschaften. Anschließend trat er in den preußischen Staatsdienst ein und erhielt zunächst eine Anstellung als Gerichtsreferendar am Magdeburger Stadtgericht. Es schloss sich eine Referendartätigkeit bei der Regierung der Provinz Sachsen an. Er wurde zum Assessor befördert und 1794 als Regierungsrat nach Küstrin versetzt. Nach den Napoleonischen Kriegen war er 1813 maßgeblich an der Wiedereinsetzung der preußischen Justizbehörden in Cottbus beteiligt. Für seine Verdienste wurde Alsleben am 27. Mai 1815 zum Geheimen Justizrat ernannt. 1816 folgte die Ernennung zum Vizepräsidenten des Oberlandesgerichts Halberstadt und am 8. April 1822 die Berufung zum Chefpräsidenten des Oberlandesgerichts Köslin. Für seine bisherige Arbeit wurde ihm vom preußischen König in dieser Funktion der preußische Rote Adlerorden III. Klasse mit Eichenlaub verliehen. Aus gesundheitlichen Gründen bat Alsleben 1835 um seine Entlassung aus dem Staatsdienst.
Nachdem seinem Gesuch stattgegeben worden war, verließ er Köslin und wohnte in den Sommermonaten im damals noch nicht zu Berlin gehörenden Charlottenburg, während er den Winter in Berlin verbrachte. Trotz Ruhestand wurde Alsleben Mitglied in mehreren wohltätigen Vereinen und beteiligte sich außerdem an der Gründung und Förderung sogenannter Kinderbewahranstalten. Er rief mehrere Stiftungen (Alslebener Stiftung) sowie Vermächtnisse (Alslebener Vermächtnis) ins Leben. Die Zinsen des Alslebener Vermächtnisses waren für Mietzahlungen sowie die Versorgung armer Familien mit Kartoffeln im Winter zu verwenden.
Er heiratete am 23. März 1806 Wilhelmine, Tochter des Küstriner Regierungspräsidenten Johann Friedrich von Scheibler (1750–1810). Aufgrund seines sozialen Engagements wurde Carl August Alsleben vom Berliner Magistrat am 12. Juni 1845 das Ehrenbürgerrecht der Stadt Berlin verliehen. Er starb im 85. Lebensjahr 1855 in Berlin.